# Sobralia carazoi
Sobralia carazoi là một loài thực vật có hoa trong họ Lan. Loài này được Lank. & Ames miêu tả khoa học đầu tiên năm 1924.